# Martin Davis
Martin Davis   (Nova York, 8 de març de 1928 - Berkeley, 1 de gener de 2023) va ser un matemàtic estatunidenc.

## Vida i Obra
Davis era fill d'una parella de jueus polonesos, immigrants als Estats Units després de la Primera Guerra Mundial. Va ser escolaritzat a l'escola pública del Bronx i va ingressar al City College de Nova York el 1944, on va ser deixeble d'Emil Post. En graduar-se, va anar a la universitat de Princeton en la qual, i malgrat trobar el seu ambient molt desagradable, va obtenir el doctorat en dos anys. En la seva tesi doctoral de 1950, sota la direcció d'Alonzo Church, incloïa una atrevida hipòtesi sobre el desè problema de Hilbert que implicava la seva irresolubilitat per algorismes.
El 1950 va ser nomenat professor de la universitat d'Illinois a Urbana-Champaign, on va conèixer la seva esposa, Virginia Palmer, mentre treballava simultàniament en la programació de l'ORDVAC, un pioner ordinador d'ús militar. El 1952 va obtenir una subvenció de l'Oficina de Recerca Naval per treballar durant dos anys a l'institut d'Estudis Avançats de Princeton fent recerca sobre les connexions entre lògica i teoria de la informació. Acabat aquest període, va ser professor a diferents universitats, universitat de Califòrnia a Davis, universitat Estatal d'Ohio, Institut politècnic Rensselaer, universitat Yeshiva, fins que el 1965 va recalar a l'Institut Courant de Ciències Matemàtiques de la universitat de Nova York en el qual va romandre fins a la seva jubilació el 1996, quan se'n va anar a viure a Berkeley.
La obra de Davis va estar enfocada, des del primer moment, als problems de decidibilitat, computabilitat, resolubilitat i recursivitat en les matemàtiques. De fet, la seva hipòtesi de 1950 es considera un pas fonamental en la resolució del desè problema de Hilbert, aconseguida per Yuri Matiyasevitx el 1970. el seu llibre de 1958 Computability and Unsolvability ha esdevingut un clàssic en la matèria. En els seus darrers anys es va interessar per la naturalesa de les matemàtiques i per les implicacions filosòfiques de la tesi de Church-Turing.